# Palermo (Colombia)
Palermo è un comune della Colombia facente parte del dipartimento di Huila.

## Storia
Il centro abitato venne fondato da Francisco Triviño de Sotomayor nel 1632.

## Amministrazione

### Gemellaggi
- Palermo